# Crazy Train
(Ozzy Osbourne, Crazy Train)
Crazy Train è un celebre singolo di Ozzy Osbourne contenuto nel primo album da solista di Ozzy, ovvero Blizzard of Ozz (1980).
Scritta dallo stesso Ozzy Osbourne insieme a Randy Rhoads e a Bob Daisley, viene pubblicato nel 1980; diventerà una delle canzoni heavy metal più amate e più famose di sempre.
Nel 2014 è stata indicata come la 12ª più grande canzone pop metal da Yahoo! Music.

## Il testo
In questa canzone Ozzy sembra esprimere la sua opinione di come il mondo si stia trasformando (soprattutto all'epoca in cui la canzone fu registrata, quella della Guerra fredda), usando frasi come "Maybe it's not too late to learn how to love, and forget how to hate" (Forse non è troppo tardi per imparare ad amare, e dimenticare come odiare), oppure "I know that things are going wrong for me, you gotta listen to my words" (Lo so che le cose mi vanno male, devi ascoltare le mie parole). Alla fine della canzone è possibile ascoltare un ingegnere del suono dello studio di registrazione ridere e dire, tramite un oscillatore, la parola "an egg" (un uovo); poiché Ozzy aveva chiesto a quest'ultimo che cosa avesse mangiato per colazione.
È celebre l'assolo di chitarra eseguito da Randy Rhoads, segnalato al 9º posto tra i migliori assoli nella storia della musica secondo Guitar World. È noto che Randy Rhoads dimostrò la propria abilità in questa canzone, in quanto dovette registrare l'assolo per due volte, e suonare di conseguenza il secondo assolo in maniera esattamente identica al primo in ogni singola nota, per poi montarli insieme ed ottenere il sound particolare che distingue la canzone.
La canzone fu registrata live nel 1981 e successivamente inclusa nell'album Tribute, pubblicato nel 1987. Il singolo dal vivo fu pubblicato poco prima dell'album su un 45 giri.

## Tracce
Lato A
1. Crazy Train – 4:52

Lato B
1. You Lookin' at Me Lookin' at You – 4:16

## Formazione
- Ozzy Osbourne - voce
- Randy Rhoads - chitarra
- Bob Daisley - basso
- Lee Kerslake - batteria
- Don Airey - tastiera

## Riconoscimenti
Crazy Train è stata un grande successo sia nel Regno Unito che negli Stati Uniti, ed è ritenuta da molti come la miglior canzone di Ozzy. Il brano ha raggiunto le seguenti posizioni in classifica:
| Pubblicazione | Paese                  | Riconoscimento               | Anno | Posizione |
| ------------- | ---------------------- | ---------------------------- | ---- | --------- |
| Guitar World  | Stati Uniti (bandiera) | 100 Greatest Guitar Solos    | 2004 | 9         |
| VH1           | Stati Uniti (bandiera) | 40 Greatest Metal Song       | 2006 | 9         |
| VH1           | Stati Uniti (bandiera) | 100 Greatest Hard Rock Songs | 2008 | 23        |

| Classifica                           | Posizione |
| ------------------------------------ | --------- |
| Billboard Hot Mainstream Rock Tracks | 9         |

| Premi       | Downloads  |
| ----------- | ---------- |
| 2x Platinum | +1,750,000 |

## Cover
La canzone è stata reinterpretata da:
- Bullet for My Valentine
- Skid Row
- Forever the Sickest Kids
- Sebastian Bach
- Slipknot
- Marilyn Manson
- Tenacious D
- Nightwish
- Iron Horse
- Dee Snider

## Curiosità
- Gira voce che la corista della canzone sia una giovane Madonna agli esordi. Questa notizia viene riportata da una biografia non ufficiale, anche se, effettivamente, la voce della corista non è diversa da quella della cantante in questione. Attualmente, tuttavia, non ci sono ulteriori dettagli sulla corista il cui nome pare non essere accreditato in nessun supporto.
- La canzone viene utilizzata per caricare la folla nel corso delle partite casalinghe dei New England Patriots della National Football League.
- Nel 1999 la canzone fu usata dalla Mitsubishi, per la promozione del loro fuoristrada, il Pajero Sport.[5]
- Alcune parti di chitarra e basso di Crazy Train sono state introdotte nella canzone Let's Go di Lil Jon.[5]
- È stata inserita come brano giocabile in Guitar Hero World Tour e in Rock Band 3.
- La canzone ha tratto ispirazione dal disturbo di depersonalizzazione di Bob Daisley il quale ne soffriva sin da adolescente. È infatti facile riconoscere le note malinconiche all'interno del testo della canzone[11].
- Del brano è stata effettuata una cover strumentale da Hans Zimmer per la colonna sonora di Kung Fu Panda 4.[12]